# 이월드

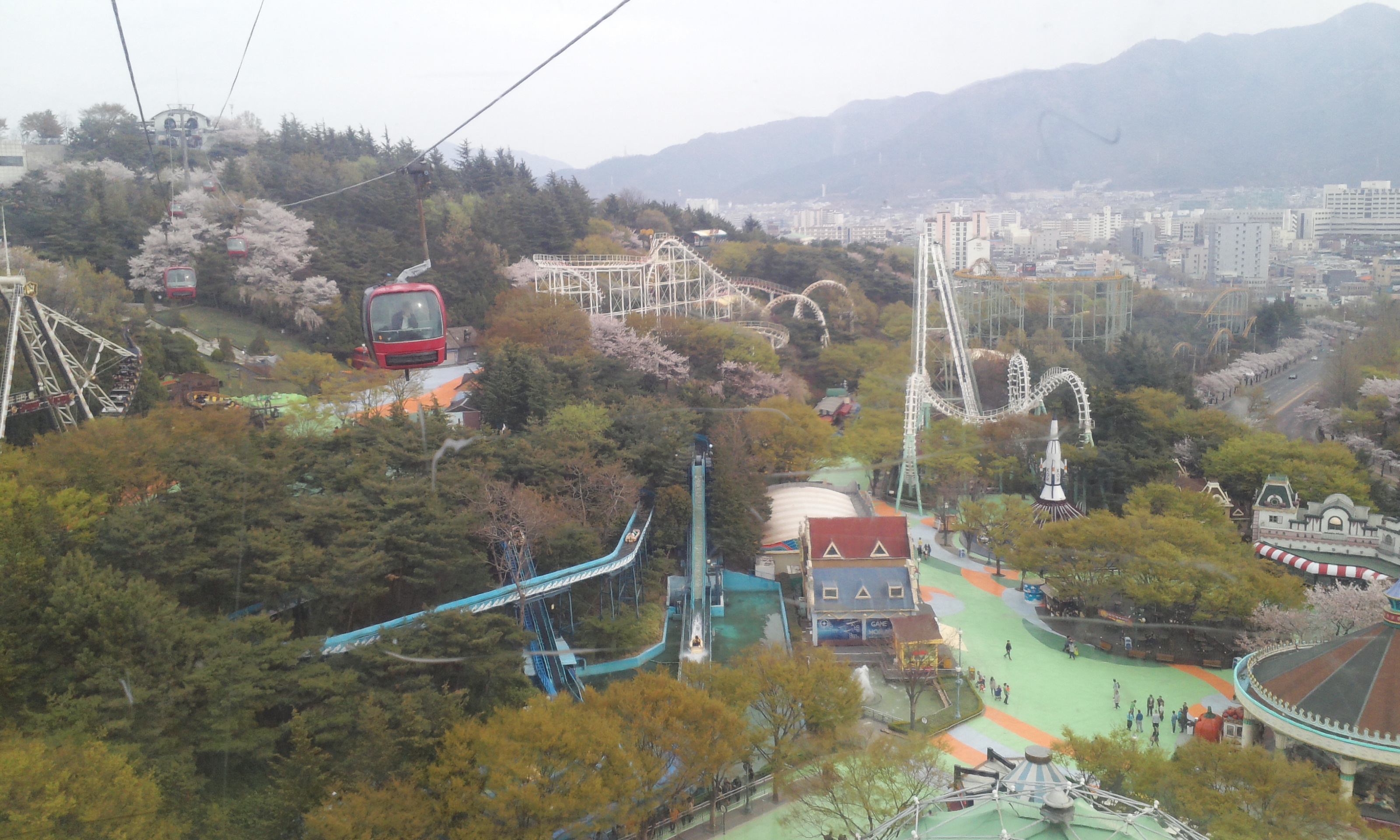
2013년 4월 케이블카에서 바라본 이월드

이월드(E · WORLD, 한국: 084680)는 대한민국 대구광역시 달서구 두류공원로 200(두류 2동)에 있는 테마파크이다. 83타워를 중심으로 주변에 면적 40만2,000m2인 공원을 조성했다.
대구 지역의 건설사인 우방이 만들었으나, 우방의 자금난으로 C&그룹으로 넘어갔다가 C&그룹의 경영난으로 이랜드가 인수하여 2011년에 현재의 명칭으로 개칭했다.
내부엔 주주팜이란 작은 동물원이 있으며 계절별로 다른 꽃을 볼 수 있는 포시즌가든이란 정원이 있다. 4월이면 튤립트래블이란 축제를 열어 튤립축제를 관람할 수 있다.
월별로 특정일에 83타워 불꽃놀이를 볼 수 있으며 인근에 두류젊음의 거리, 두류역지하상가, 코오롱 야외음악당, 성당못과 두류공원, 두류도서관, 두류워터파크, 대구문화예술회관 등이 있다.

## 사건사고

### 아르바이트생 사고
2019년 8월 16일, 아르바이트생이 놀이기구 롤러코스터 '허리케인'의 레일에 끼여 오른쪽 다리 무릎 아랫부분이 절단되는 사고가 발생했다. 사고 발생 10일 뒤에 이월드는 사흘간 휴장하였다. 2020년 1월 이 사고와 관련된 이월드 대표이사 등 4명이 불구속 기소되었다.

## 같이 보기
- 83타워

## 사진

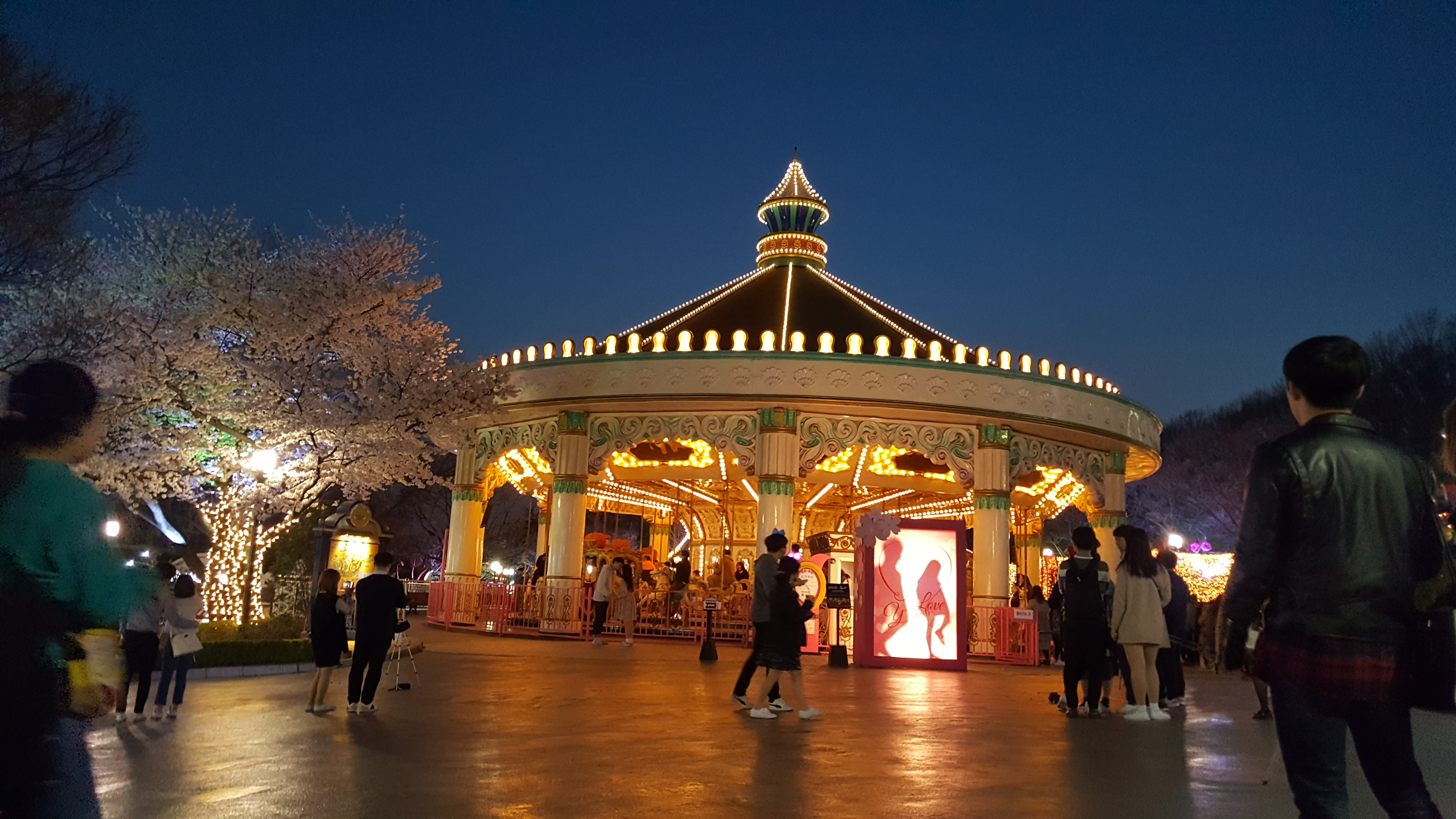
회전목마